# Connie Britton
Constance Elaine "Connie" Britton, född 6 mars 1967 i Boston i Massachusetts, är en amerikansk skådespelerska. Bland hennes roller märks de som Nikki Faber i Spin City (1996–2000) och Tami Taylor i Friday Night Lights (2006–2011).

## Filmografi
- The Brothers McMullen (1995)
- No Looking Back (1998)
- Spin City (TV-serie, 93 avsnitt, 1996-2000)
- One Eyed King (2001)
- The Next Big Thing (2001)
- Looking for Kitty (2004)
- Friday Night Lights (2004)
- Special Ed (2005)
- The Life Coach (2005)
- The Lather Effect (2006)
- The Last Winter (2006)
- Women in Trouble (2009)
- A Nightmare on Elm Street (2010)
- Conception (2011)
- Friday Night Lights (TV-serie, 76 avsnitt, 2006-2011)
- American Horror Story (TV-serie, 12  avsnitt, 2011)
- Seeking a Friend for the End of the World (2012)
- When Angels Sing (2012)
- The Fitzgerald Family Christmas (2012)
- Nashville (TV-serie, 2012–2018)
- The To Do List (2013)
- By Virtue Fall (2013)
- 9-1-1 (TV-serie, 2018)
- 2020 – Promising Young Woman
- 2021 – The White Lotus (TV-serie)
- 2025 – Zero Day (TV-serie)
- 2025 – Det kommer alltid en ny himmel